# 都勻府

貴州省の都勻府の位置（1820年）

都勻府（といんふ）は、中国にかつて存在した府。明代から民国初年にかけて、現在の貴州省黔南プイ族ミャオ族自治州東部と黔東南ミャオ族トン族自治州西部にまたがる地域に設置された。

## 概要
1386年（洪武19年）、明により都勻長官司に都勻安撫司が置かれた。1390年（洪武23年）、都勻安撫司は都勻衛と改められ、貴州都司に属した。1396年（洪武29年）、都勻衛は都勻軍民指揮使司と改められ、四川布政司に属した。1419年（永楽17年）、都勻軍民指揮使司は貴州都司に転属した。1494年（弘治7年）、都勻長官司に都勻府が置かれた。都勻府は貴州省に属し、直属の都勻長官司・邦水長官司・平浪長官司・平洲六洞長官司の4長官司と麻哈州に属する楽平長官司・平定長官司の2長官司と独山州に属する清平県と合江洲陳蒙爛土長官司・豊寧長官司の2長官司、合わせて2州1県8長官司を管轄した。
清のとき、都勻府は貴州省に属し、都勻県・清平県・茘波県・麻哈州・独山州・八寨庁・丹江庁・都江庁の3庁2州3県を管轄した。
1913年、中華民国により都勻府は廃止された。